# Лопаревский сельсовет (Курганская область)
Лопаревский сельсовет — упразднённые административно-территориальная единица и муниципальное образование в составе Мокроусовского района Курганской области России. 
Административный центр — село Лопарево.

## История
В соответствии с Законом Курганской области от 6 июля 2004 года № 419 сельсовет наделён статусом сельского поселения.
Законом Курганской области от 08.10.2021 № 109 сельсовет упразднён в связи с преобразованием муниципального района в Мокроусовский муниципальный округ.

## Население
| 1989 | 2002 | 2010 | 2012 | 2013 | 2014 | 2015 |
| ---- | ---- | ---- | ---- | ---- | ---- | ---- |
| 521  | ↘406 | ↘317 | ↘304 | ↘284 | ↘276 | ↘268 |
| 2016 | 2017 | 2018 | 2019 | 2020 |      |      |
| ↘265 | ↘254 | ↘250 | ↘231 | ↘229 |      |      |

## Состав сельского поселения
| № | Населённый пункт | Тип населённого пункта       | Население |
| - | ---------------- | ---------------------------- | --------- |
| 1 | Воскресенка      | деревня                      | ↘28       |
| 2 | Лопарево         | село, административный центр | ↘256      |
| 3 | Сливное          | деревня                      | ↗33       |